# Wüppesahl-Urteil
Das „Wüppesahl-Urteil“ des Bundesverfassungsgerichts (BVerfG) vom 13. Juni 1989 ist ein in der deutschen Rechtswissenschaft vielzitiertes Grundsatzurteil zum Parlamentsrecht. Es beschäftigt sich mit dem Status des Abgeordneten des Bundestages und dem Umfang von Rechten eines fraktionslosen Abgeordneten. Die Entscheidung war von dem Abgeordneten Thomas Wüppesahl erstritten worden.

## Sachverhalt

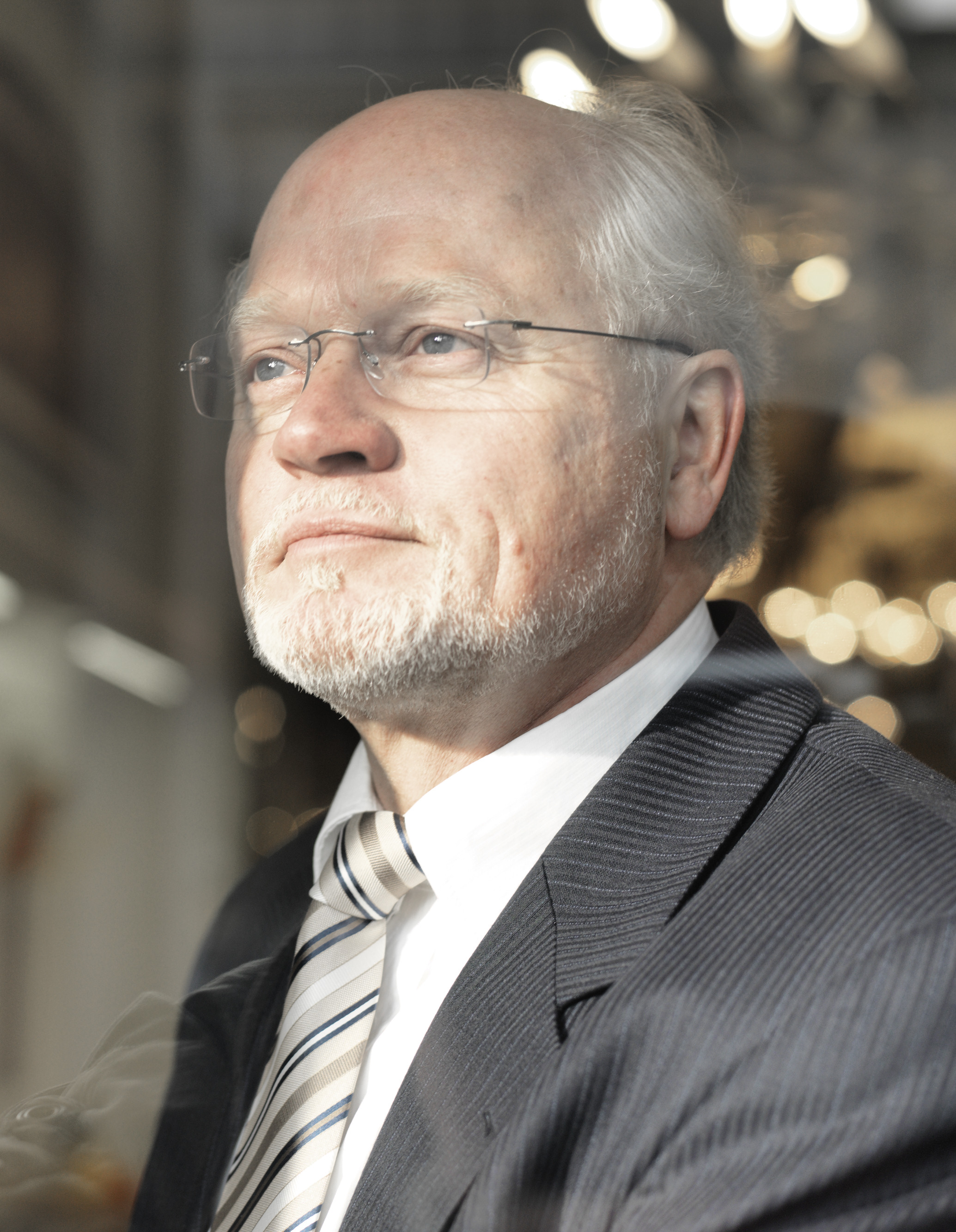
Thomas Wüppesahl (2012)

Thomas Wüppesahl war bei der Bundestagswahl 1987 über die Landesliste Schleswig-Holstein von Die Grünen in den Deutschen Bundestag eingezogen. Er trat im Mai 1987 aus der Partei aus und wurde am 26. Januar 1988 aus der Bundestagsfraktion Die Grünen ausgeschlossen.
Wüppesahl wehrte sich gegen seine Abberufung aus allen Ausschüssen und wollte als fraktionsloser Abgeordneter unter anderem in einer der beiden vorderen Bankreihen des Bundestages sitzen und wie die Fraktionen einen Zuschuss aus dem Haushalt bekommen, was vom Bundestagspräsidium abgelehnt wurde. Als er zu diesen Punkten die Aussprache im Bundestag begehrte und entsprechende Änderungen der Geschäftsordnung des Deutschen Bundestages beantragte, wurde ihm Redezeit durch das Parlament verweigert.
Dagegen führte Wüppesahl als Antragsteller ein Organstreitverfahren vor dem Bundesverfassungsgericht. Antragsgegner waren sowohl der Deutsche Bundestag als auch die Bundestagspräsidentin und die grüne Bundestagsfraktion.

## Anträge
Wüppesahl wollte weiterhin das Recht für Gesetzesinitiativen, den Rechtsanspruch auf einen Ausschussplatz, auf einfache Anträge sowie schriftliche Kleine Anfragen innehaben und den Rechtsanspruch auf ein angemessenes Rederecht im Plenum des Bundestags nicht verlieren. Wüppesahl beanspruchte einen Zuschuss aus dem Haushalt, um sich damit weiterhin Zuarbeit (Gutachten, Experteneinladungen, Rechtsberatung usw.) erwerben zu können.

## Verhandlung

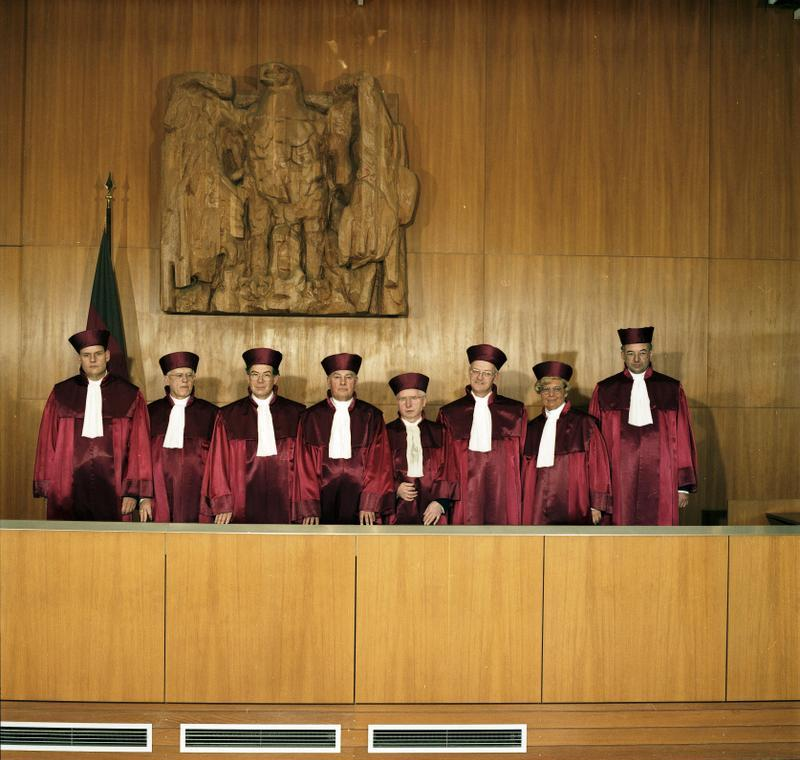
Zweiter Senat (1989)

Für Organstreitverfahren ist gemäß § 14 Abs. 2 BVerfGG der Zweite Senat des Bundesverfassungsgerichts zuständig. Der Zweite Senat setzte sich aus Ernst Gottfried Mahrenholz, Ernst Träger, Ernst-Wolfgang Böckenförde, Hans Hugo Klein, Karin Graßhof, Konrad Kruis, Everhardt Franßen und Paul Kirchhof zusammen. Die Mündliche Verhandlung war am 21. Februar 1989. Dabei wurden die Geschäftsführer der Bundestagsfraktionen gehört und der Präsident des Bundesrechnungshofes.

## Entscheidung
Das Bundesverfassungsgericht entschied das Organstreitverfahren mit Urteil vom 13. Juni 1989, dass die Verwehrung der Mitgliedschaft in einem Ausschuss mit Rede- und Antragsrecht – aber ohne Stimmrecht – gegen das Recht des Abgeordneten aus Art. 38 Abs. 1 Satz 2 GG verstoße. Auch ein angemessenes Rederecht von Einzelabgeordneten im Plenum wurde festgestellt. Des Weiteren kann seit dieser Entscheidung jede bzw. jeder Einzelabgeordnete unabhängig von einer Fraktionsbindung in die Gesetzgebungsverfahren eingreifen, indem er bzw. sie in der zweiten Lesung Änderungsanträge einbringen kann. Die anderen Anträge Wüppesahls wurden abgelehnt. Außerdem stellte das Verfassungsgericht fest, dass die Ausschüsse des Parlaments die Zusammensetzung des Plenums verkleinert abbilden müssen und dass die Vorbereitung von Entscheidungen und Beschlüssen des Plenums die Erarbeitung mehrheitsfähiger Entscheidungsgrundlagen voraussetzt. Damit wäre nicht vereinbar, wenn sich die politische Gewichtung innerhalb des Parlamentes nicht in den Ausschüssen widerspiegeln würde. Das Urteil stärkte die Rechte der sogenannten Abweichler in deutschen Parlamenten.
Die PDS-Entscheidung 1997 führte zur Klärung der Rechte der sogenannten Gruppe im Deutschen Bundestag.